# Damnificados Unidos de la Ciudad de México
La agrupación Damnificados Unidos de la Ciudad de México es un conjunto de personas damnificadas por el sismo del 19 de septiembre de 2017 que vieron afectado su patrimonio en la Ciudad de México y buscan se respete su derecho a una vivienda digna.

## Antecedentes
El martes 19 de septiembre de 2017 se produjo un sismo de magnitud de 7.1 MW con epicentro en Puebla cuyo impacto se sintió en al menos diez estados de la República Mexicana. La Ciudad de México sufrió un alto impacto, 11495 inmuebles afectados, más de 30 mil personas afectadas y 228 fallecidos.

## Creación
A casi de dos meses del sismo, el 18 de noviembre de 2017, diversos grupos de damnificados, entre los que incluyen de Paseos de Taxqueña, Colonia Girasoles, Benito Juárez, Multifamiliar Tlalpan, Colonia Narvarte, Cuahutémoc, Coyoacán, en reunión realizada en instalaciones del Sindicato Mexicano de Electricistas, acordaron agruparse para luchar en conjunto por su derecho de vivienda digna bajo el nombre Damnificados Unidos de la Ciudad de México.

## Demandas
Solicitan sea ejercido el Presupuesto de Egresos de la Federación para el Ejercicio Fiscal 2018 de manera transparente, sin condición de préstamo, para la reconstrucción de sus viviendas.
Integrar doce puntos para incluir en la propuesta de Ley de Reconstrucción, Recuperación y Transformación de la Ciudad de México.

## Logros
Creación de un censo independiente que refleje sin partidismos la cantidad de damnificados.
El 25 de junio de 2018, los damnificados unidos lograron por parte de la comisión de reconstrucción de la Ciudad de México el acceso al fondo de la reconstrucción con un monto de 300 millones de pesos.
El 26 de junio de 2018, presentaron una iniciativa para reformar la ley de ingresos del 2018 y puedan ser asignados hasta cinco mil millones de pesos para el rubro de la reconstrucción.

## Reacciones
Consideran que la jefa de gobierno electa de la Ciudad de México, Claudia Sheinbaum, no los esta contemplando en sus planes de reconstrucción.